# استان چوروم
استان چوروم (ترکی استانبولی: Çorum İli) یکی از استان‌های ترکیه در منطقه دریای سیاه این کشور است، اما در خشکی واقع‌شده و بیشتر از اینکه به سواحل دریای سیاه شباهت داشته باشد، به منطقه آناتولی مرکزی شباهت دارد. مساحت این استان ۱۲۴۲۸ کیلومتر مربع است و جمعیت آن ۵۲۴۱۳۰ نفر (در سال ۲۰۲۲) است. مرکز این استان شهر چوروم است و کد پلاک آن ۱۹ است.

## تاریخ
کاوش‌ها نشان می‌دهد که منطقه چوروم در دوران پارینه سنگی، نوسنگی و دوره چهارم مس سنگی مسکونی بوده‌است. بقایای این دوره‌ها در گل‌لوجه بزرگ، اسکی‌یاپار و قوش‌سرای یافت شده‌است.
در دوران بعد، هیتی‌های هندواروپایی بر چوروم و حومه آن تسلط یافتند و در منطقه بغازقلعه یکی از مهم‌ترین مکان‌های هیتی در آناتولی، یعنی خاتوشا، پایتخت امپراتوری هیتی از ۱۷۰۰ قبل از میلاد تا ۱۲۰۰ قبل از میلاد، که در فهرست میراث جهانی یونسکو قرار دارد، واقع شده‌است. سایر مکان‌های مهم هیتی شامل معابد روباز در یازلیکایا و آلاجه‌هویوک، مقبره‌های سلطنتی و کاوش‌های بغازقلعه از جمله لوح‌هایی است که نشان‌دهنده روابط بازرگانی میان هیتی‌ها و مصر باستان است.
تمدن‌های بعدی مانند فریگی‌ها به این منطقه آمدند و بقایایی در پازارلی، در شمال چوروم، از خود به جای گذاشتند. علاوه بر فریگی‌ها، کیمری‌ها، مادها، پارس‌ها، گالات‌ها، روم باستان، امپراتوری بیزانس، دودمان سلجوق، دانشمندیان، امپراتوری مغول (ایلخانان)، امارت ارتنا، قاضی برهان‌الدین و در نهایت امپراتوری عثمانی نیز به این منطقه آمدند.
در سال ۱۰۷۱، سلجوقیان آناتولی را فتح کردند و چوروم به بخشی از قلمرو آنها تبدیل شد. سلجوقیان در چوروم مساجد، مدارس و کاروانسراهای متعددی ساختند. در سال ۱۴۵۳، امپراتوری عثمانی چوروم را فتح کرد. در دوران عثمانی، چوروم به عنوان یک مرکز کشاورزی شناخته می‌شد.
پس از تأسیس جمهوری ترکیه در سال ۱۹۲۳، چوروم به عنوان یک استان مستقل شناخته شد. در سال ۱۹۸۰، شبه‌نظامیان حزب حرکت ملی کشتار چوروم را علیه اقلیت علویان آناتولی انجام دادند که منجر به کشته شدن ۵۷ نفر و زخمی شدن بیش از ۲۰۰ نفر شد.

## ریشه نام
نام این شهر و منطقه پیش از آمدن ترکان به این نواحی، یانکونیه (نیکونیا) بوده است.
داستانی در مورد ریشه نام جدید:
بر پایه مندرجات کتاب دانشمندنامه (کتابی افسانه‌مانند دربارهٔ فتح آناتولی)، ملک احمد دانشمند پس از جنگ‌های خونین، منطقه چوروم را از بیزانسی‌ها گرفت. مردم محل مسلمان شدند و وفاداری خود را نشان دادند. اما این رویکرد آنها نوعی تله بود زیرا می‌خواستند در یکی از جشن‌هایی که برگزار می‌کردند، فرماندهان برجسته و ملک احمد را مسموم کنند. ملک احمد این نقشه را فهمید و در خواب زلزله‌ای را دید که در آن تمام شهر ویران می‌شود. وقتی از خواب بیدار شد شهر شروع به لرزیدن کرد. او تمام سربازان و دوستانش را از قلعه بیرون برد.
بیزانسی‌ها از اینکه مسلمانان شروع به عقب‌نشینی از قلعه کردند خوشحال شدند. آنها قلعه را بستند و شروع به آماده شدن برای جنگ کردند. آنها همچنین به دین سابق خود بازگشتند. اما زلزله شهر را شدیدتر تکان می‌دهد و تمام شهر و قلعه ویران می‌شود. ترکان به این دلیل، بیزانسی‌ها را گناهکار دانسته و «مجرم» (به ترکی Cürümlü) نامیدند و این نام به‌تدریج به چوروملو و سپس چوروم تبدیل شد. Cürüm ترکی همان کلمه «جرم» عربی است.
در جلد دوم صفحه ۴۰۷ سفرنامه اولیا چلبی نوشته شده‌است که هوای شهر برای بیماران مبتلا به آسم مفید است. سلطان سلجوقی، قلیچ ارسلان، پسر بیمارش یعقوب میرزا و صدها بیمار ضعیف را به این شهر فرستاد و همه آنها بهبود یافتند. به همین دلیل به این شهر Çorlu (بیمار) می‌گویند. همچنین گفته می‌شود که چوروم توسط کوه‌ها احاطه شده‌است و به همین دلیل آن را «چِوریم» (Çevrim یعنی دایره و مدار) می‌نامند. سپس این نام در طول زمان به چوروم تغییر کرد.

## جغرافیا
استان چوروم ترکیبی از کوه‌ها و دشت‌های مرتفع است که برخی از آنها توسط رودخانه‌های قزل‌ایرماق و یشیل‌ایرماق آبیاری می‌شوند. این استان شامل دشت مرتفع و کوهستانی جذاب برای پیاده‌روی و گشت و گذار از شهر و شهرک‌ها است.
چوروم (و نه جیزه؟) همچنین به عنوان مرکز جغرافیایی زمین شناخته می‌شود. در سال ۲۰۰۳، محاسبه تجدید نظر شده توسط هولگر ایزنبرگ با استفاده از مدل ارتفاع دیجیتال جهانی (DEM) با وضوح بالاتر ETOPO2 با نقاط داده هر ۲' (۳٫۷ کیلومتر در نزدیکی خط استوا) به نتیجه دقیق‌تر ۴۰°۵۲′ شمالی ۳۴°۳۴′ شرقی در منطقه چوروم، ترکیه (۱۸۰ کیلومتر شمال شرقی آنکارا) منجر شد و به این ترتیب محاسبه وودز را تأیید کرد.

## مکان‌های دیدنی
خاتوشا: پایتخت هیتی‌ها
یازلیکایا: معابد روباز هیتی
آلاجه‌هویوک: تپه باستانی با بقایای هیتی
بغازقلعه: محل کاوش‌های باستانی
موزه چوروم: موزه‌ای با مجموعه‌های باستانی و قوم‌نگاری
این استان علاوه بر آثار باستانی هیتی، دارای تعدادی قلعه، پل و مسجد مربوط به دوره سلجوقیان و عثمانی نیز می‌باشد ازجمله:
- مسجد جامع چوروم: مسجدی از دوره سلجوقیان
- کاروانسرای علاءالدین: کاروانسرایی از دوره سلجوقیان